# Psilinus cinerascens
Psilinus cinerascens är en tvåvingeart som beskrevs av Frederik Maurits van der Wulp 1899. Psilinus cinerascens ingår i släktet Psilinus och familjen rovflugor. Inga underarter finns listade i Catalogue of Life.